# Klaus Därr
Klaus Därr (* 1947 in München) ist ein deutscher Autor, Verleger, Unternehmer und Experte für Reisen mit Expeditionscharakter, der zahlreiche Reiseführer und Sachbücher für Individualreisende geschrieben hat. Bekannt sind vor allem seine Reiseführer zu Reisen durch afrikanische Länder, speziell in der Sahara-Region, mit dem eigenen Fahrzeug. Därr entdeckte 1969 seine Leidenschaft für Individualreisen mit geländegängigen Fahrzeugen in entlegene Regionen der Welt. Nach einigen Jahren machte er dies zum Beruf, als er 1976 mit seiner Frau Erika den Reise-, Globetrotter- und Expeditionsausrüstungsladen Därr Expeditionsservice in München eröffnete. 1985 gründete er mit anderen Autoren den Verlag Reise Know-How, einen Fachverlag für Individual-Reiseführer, Sprachführer und Reiseratgeber. Im Jahr 2003 ging das Ehepaar auf eine mehrjährige Weltreise mit einem Allrad-Wohnmobil auf Basis eines MAN-Lkw. Mit Stand 2020 hatte Klaus Därr 115 Länder auf 5 Kontinenten bereist.

## Leben
Klaus Därr wurde 1947 geboren. Als junger Student der Ingenieurwissenschaften machte er mit Freunden 1969 eine Überlandfahrt mit einem VW Kastenwagen von Deutschland bis in den Iran. Die Reisekasse betrug 500 D-Mark pro Person, sie legten 14.000 Kilometer in fünfeinhalb Wochen zurück. Zudem reiste er als Rucksacktourist durch Südamerika. Später folgten mehrere Fahrten in die Wüste Sahara mit verschiedenen Fahrzeugen: Mit einem Peugeot 404 fuhr er in die Zentralsahara. 1974/75 fuhr er einen Unimog-Lkw, den er von der bundeseigenen Verwertungsgesellschaft VEBEG als ehemaliges Bundeswehr-Fahrzeug ersteigert hatte, und der in den Sanddünen der Sahara bis zu 80 Liter Benzin auf 100 km brauchte. Er finanzierte diese Reisen, indem er die Fahrzeuge am Ziel in Afrika verkaufte und vor Ort ein günstiges Flugticket nach Deutschland kaufte. Därr hat einen Universitätsabschluss als Diplomingenieur.
1975 begann Därr, seine Erfahrungen auf Schreibmaschine zusammenzuschreiben und in Form eines Sahara-Reiseführers im Selbstverlag zu publizieren. Das Ergebnis war der bis heute mehrfach erweiterte und neu aufgelegte Ratgeber Trans Sahara. Den Versand übernahm er zunächst selbst. Ein Jahr später setzte Därr zusammen mit seiner Frau Erika auch beruflich aufs Reisen. Sie eröffneten 1976 in München einen der ersten Reiseausrüstungsläden im deutschsprachigen Raum, den Därr Expeditionsservice.
1977 wurde Tochter Astrid geboren. Bereits im Alter von einem Jahr wurde sie von dem Ehepaar auf eine Afrikareise mitgenommen. In einem Land Rover ging es durch Ägypten und den Sudan nach Kenia. Nach Därrs Worten war damals der Dachgepäckträger des Wagens „zu einem Drittel mit Windeln beladen“. Wenige Jahre später wurde Sohn René geboren, der ebenfalls schon im frühen Alter mit den Eltern auf Reisen ging.
1985 gründete das Ehepaar nach vielen Jahren der Autorentätigkeit für Reiseführer zusammen mit anderen Reiseautoren den Verlag Reise Know-How.
Im Jahr 2003 verwirklichte das Ehepaar ein lang gehegtes Ziel. Nach dem Verkauf des Ausrüstungsladens (1998) und der Anteile am Verlag fuhren sie mit einem MAN-Expeditionsfahrzeug fünf Jahre um die Welt. Insgesamt hat Klaus Därr in 56 Jahren nach Angaben (Stand 2020) seiner Tochter Astrid Därr, die selbst Reisejournalistin wurde, 115 Länder auf 5 Kontinenten bereist.
Klaus Därr hat zwei Brüder, den Reiseautor und Reiseveranstalter Wolfgang Därr (* 1948) und Axel Därr. Wolfgang half Klaus Därr beim Aufbau des Därr Expeditionsservice. Mit seinem Bruder Axel war Klaus Därr bis 2007 Gesellschafter der Deutschlandvertretung des Navigationsgeräte-Herstellers Garmin.

## Tätigkeiten im Tourismus

### Fachhändler für Reiseausrüstung
Mit seiner Ehefrau und Reisepartnerin Erika baute Klaus Därr die 1976 eröffnete Därr Expeditionsservice GmbH auf. Die Angebotspalette des Heimstettener Unternehmens, das Ladenräume in München-Schwabing hatte, bot umfangreiches Reiseequipment. Därr verkaufte das Geschäft im Jahr 1998 an den seit 1978 bestehenden Münchner Expeditionsausrüster Lauche & Maas. Därr Expeditionsservice blieb als Marke der Lauche & Maas München GmbH erhalten und wurde bis 2018/19 organisatorisch als Zweigniederlassung geführt. In Folge des Todes des Firmenmitgründers Gerhard Lauche im Februar 2018 ging Lauche & Maas in die Insolvenz und wurde Anfang 2019 aufgelöst.

### Tätigkeit als Verleger
Zusammen mit anderen Reiseautoren gründeten Erika und Klaus Därr 1985 die Verlagsgruppe Reise Know-How. Seitdem erscheinen auch Därrs eigene Bücher in diesem Verlag. Der Verlag entwickelte sich über die Jahre zu einer ganzen Verlagsgruppe, die ihren Sitz in Bielefeld hat. Sie hat allein etwa 200 Reiseführer für Individualreisen, sowie Sprachführer, Kulturführer und Landkarten für Individualreisende im Programm. 2003 verkaufte das Ehepaar seine Anteile an dem Verlag.

## Publikationen (Auswahl)

### Reiseführer Afrika und Sahara
- 2003: Därr, Klaus; Därr, Erika; Därr, Astrid: Durch Afrika, Band 1: Streckenbeschreibungen und GPS-Koordinaten, Marokko bis Benin. Reise Know-How, 11. Edition, ISBN 978-3-8317-1101-7
- 2003: Därr, Klaus; Därr, Erika; Därr, Astrid: Durch Afrika, Band 2: Streckenbeschreibungen und GPS-Koordinaten, Nigeria bis Südafrika. Reise Know-How, 11. Edition, ISBN 978-3-8317-1102-4

### Reiseratgeber
- 1997: Därr, Klaus: TransSahara. Afrika-Führer Band 1. Reise Know-How, ISBN 978-3-921497-01-2